# استرانگیلوس
استرانگیلوس (به لاتین: Strongylos) یک منطقهٔ مسکونی در قبرس شمالی است که در ناحیه غازی ماغوسا واقع شده‌است.